# Kuglački klub Zrinski Ljubače
Kuglački klub Zrinski Ljubače, kuglački klub iz Ljubača kod Tuzle, Bosna i Hercegovina. Redovni premijerligaš, višestruki državni prvak i sudionik europskih kupova.

## Povijest
Osnovan 1956. godine kao KK Mlinar i pod tim imenom je djelovao do 1996. godine. Bili su momčadski prvaci BiH 1996., 1998. i 2002.g., doprvaci države bili su 1999., 2000., 2004., 2006. i 2007. g., sudionici svjetskog kupa 1996.godine u Mađarskoj i 1998.godine u Njemačkoj, sudionici europskih kupova 1999.g. u Austriji, 2000.g. u Makedoniji, 2003.g. u Hrvatskoj, 2004.g. u Mađarskoj, 2006.g. u Rumunjskoj i 2007.g. u Njemačkoj. U pojedinačnoj konkurenciji i u parovima više puta bili su prvaci BiH (seniori i kadeti) te su dali članove kuglačke reprezentacije BiH. Klub je dobitnik više nagrada, od kojih se izdvajaju: 2. mjesto na izboru najuspješnijih športskih momčadi Županije Soli Tuzla za 1998. i 2000. godinu te prvo mjesto na izboru najuspješnijih športskih ekipa općine Tuzla za 1988.godinu. Klub se 2012. našao u teškoj financijskoj krizi zbog čega je molio javnost za pomoć,da bi mogli nastaviti natjecanje u Premijer ligi Bosne i Hercegovine, jer je bio pred gašenjem. Klub je preživio tu krizu i nastavio se natjecati u PRemijer ligi Bosne i Hercegovine.

## Vanjske poveznice
- Facebook Zrinski Kuglački klub, Ljubače